# Lohngleichheitsgesetz (Großbritannien)
Das Lohngleichheitsgesetz (englisch The Equality Act 2010 (Gender Pay Gap Information) Regulations 2017) verpflichtet seit dem 1. April 2018 Firmen und Behörden in Großbritannien ohne Nordirland mit mehr als 250 Angestellten dazu, die Gehaltsunterschiede zwischen Frauen und Männern zu veröffentlichen. Die Regelung verfolgt das Ziel, für Frauen und Männern gleiche Chancen zu schaffen und zu erhalten und so die Gleichheit der Geschlechter in allen Bereichen der Gesellschaft voranzubringen.

## Ziele
Bereits der Equal Pay Act von 1970 untersagte ungleichen Lohn für gleiche Arbeit in allen Betrieben, unabhängig von deren Größe; der Equality Act bestätigte dies 2010.
Der Gender-Pay-Gap (Unterschied der Durchschnittslöhne von Männern und Frauen ohne Berücksichtigung, ob gleiche oder ungleiche Arbeit) betrug in Großbritannien 2017 18,4 Prozent.
Das Gesetz verfolgt das Ziel, für Frauen und Männern gleiche Chancen zu schaffen und zu erhalten und so die Gleichheit der Geschlechter in allen Bereichen der Gesellschaft voranzubringen (Artikel 1).

## Regelungen
Alle Unternehmen und Behörden mit mehr als 250 Mitarbeitern in Großbritannien, jedoch nicht in Nordirland, sind von der Regelung betroffen. Sie müssen seit dem 1. April 2018 jährlich die Gehaltsunterschiede zwischen Frauen und Männern auf ihrer Firmenwebsite und der öffentlich zugänglichen Website des Government Equalities Office (GEO) veröffentlichen. Etwa 9000 Firmen sind betroffen. Die Equality and Human Rights Commission (EHRC; deutsch: Kommission für Gleichheit und Menschenrechte) stellt sicher, dass die betroffenen Unternehmen die Zahlen veröffentlichen  und sanktioniert säumige Firmen, falls nötig.
Sechs Angaben zum Vorjahr sind erforderlich:
- der Gender-Pay-Gap beim durchschnittlichen Stundenlohn
- der Gender-Pay-Gap beim Medianlohn pro Stunde, der mittleren Durchschnittsvergütung für Frauen und Männer
- der Gender-Pay-Gap beim durchschnittlichen Stundenlohn der bonusberechtigten Mitarbeiter
- der Gender-Pay-Gap beim Medianlohn, dem mittleren Durchschnittsgehalt, der bonusberechtigten Mitarbeiter
- der Prozentanteil von Frauen und Männern, die Bonuszahlungen erhalten
- der jeweilige Anteil von Frauen und Männern im unteren, im unteren Mittel, im oberen Mittel und im oberen Viertel des Gehaltsspektrums

Es wird nicht abgefragt, wie viel eine Frau und ein Mann auf dem gleichen Posten im Durchschnitt verdienen, wie sehr also Frauen gegenüber Männern bei gleicher Tätigkeit diskriminiert werden. Dadurch wird der Blick vor allem auf ein strukturelles Problem gelenkt: Frauen erreichen in Unternehmen gar nicht erst die Posten, in denen Spitzengehälter bezahlt werden.
Das Gesetz sieht keine unabhängige Überprüfung der gemachten Angaben vor.  Die Zahlen müssen lediglich vom Hauptgeschäftsführer bzw. vom Firmeninhaber schriftlich bestätigt werden.

## Sanktionen
1500 Unternehmen reichten ihre Daten bis zum Stichtag nicht ein. Sie erhielten einen weiteren Monat Frist. Die Behörde drohte mit Sanktionen, zum Beispiel mit Bußgeldern, für den Fall, dass die Daten auch dann nicht vorlägen.
Es gibt aber keine Pläne der Regierung, Unternehmen mit einem großen Gender-Pay-Gap zu bestrafen. Doch nach der Veröffentlichung der branchenspezifischen Ranglisten ist es durchaus möglich, dass von der Belegschaft Druck ausgeübt wird und Medien und Mitbewerber die Daten der Unternehmen genau unter die Lupe nehmen und dies öffentlich machen. Einige Unternehmen haben dann auch bereits bei der Bekanntgabe der Daten Frauenförderprogramme präsentiert. Dies wird als Indiz dafür gewertet, dass allein die Veröffentlichung einen Druck auf die Firmen ausübe, der sie zum Handeln bringe. Die Großbank HSBC etwa erklärte gleichzeitig mit der Veröffentlichung der Gehaltsunterschiede, dass die Bank eine Reihe von Maßnahmen ergriffen habe, um schon bis 2020 mehr Frauen in Führungspositionen zu bringen. 2018 beantragte die zuständige Behörde, die Equality and Human Rights Commission auch dann keine Geldstrafen, wenn unsinnige Daten übermittelt wurden.

## Ergebnisse und Folgen
2018 übermittelten 10 537 Firmen Daten an die Regierung.
Acht von zehn Firmen bezahlten Frauen schlechter als Männer, im  öffentlichen Sektor waren es sogar neun von zehn. Frauen verdienen bei den Firmen, die ihre Daten offenlegten, im Durchschnitt knapp zehn Prozent weniger als Männer. Über alle Unternehmen hinweg betrug die sogenannte Median-Einkommenslücke 11,8 Prozent. Dies bedeutet, dass eine durchschnittlich bezahlte Frau für jedes Pfund, das ein durchschnittlich entlohnter Mann bekommt, nur 88 Pence erhält.
Vor allem in der Bau- und der Finanzbranche und an Schulen geht die Gehaltsschere zwischen Frauen und Männern besonders weit auseinander. Auch bei den Fluggesellschaften ist der Gender-Pay-Gap sehr hoch. Auffällig sind die Unterschiede bei den variablen Gehaltsbestandteilen wie Boni; Banken bezahlen hier Frauen teils weniger als 20 Prozent von dem, was Männer bekommen. In der Medienbranche bezahlen 91 Prozent der Unternehmer Frauen geringere Gehälter. Hotel- und Gaststättengewerbe zeigten die geringste Schere. Es gibt auch einige Firmen, die Frauen besser bezahlen als Männer, vornehmlich im Bergbau und bei der Müllabfuhr.
Ryanair hält den Negativrekord: Von den Spitzenverdienern sind 97 Prozent Männer, und in dieser Gehaltsgruppe beträgt der Gehaltsunterschied zwischen Frauen und Männern 72 Prozent. Man kann davon ausgehen, dass in der Bundesrepublik ähnliche Verhältnisse herrschen. Einen Hinweis darauf geben Unternehmen wie Siemens oder die Deutsche Bank, die in London die Zahlen für ihre dortigen Niederlassungen vorgelegt haben. Sie wiesen ähnlich große Unterschiede wie die britischen Arbeitgeber auf. Die Deutsche Bank etwa zahlt im Schnitt ihren männlichen Angestellten 36 Prozent mehr, die Boni lagen sogar 69 Prozent höher.

## Rezeption

### Im Inland
Die britische Ministerin für Frauen und Gleichstellung Justine Greening rechnete mit einer Signalwirkung des Gesetzes auch auf kleinere Unternehmen. Im Fall der Chinakorrespondentin der BBC, Carrie Gracie führte das Gesetz zu praktischen Konsequenzen: Als der Sender die Gehälter der Spitzenverdiener offenlegen musste, kündigte Gracie wegen der Ungleichheit in der Bezahlung von Männern und Frauen ihre Stelle nach 30 Jahren im Job und teilte ihre Wut über die ungleiche Bezahlung in einem öffentlichen Brief mit ihren Leserinnen und Lesern.
Dawn Petula Butler, frauenpolitische Sprecherin der Oppositionspartei Labour, zeigte sich empört über Firmen, die falsch informieren und gab ihre Absicht bekannt, Unternehmen mit großen Einkommenslücken dazu zu zwingen, Pläne für die Karriereförderung von Frauen vorzulegen. Die konservative Regierung hat Firmen zwar auch aufgefordert, solche Pläne zu erstellen, hat aber keinen Zwang angewandt.

### Im Ausland
Das Gesetz wurde in der deutschen Presse als vorbildlich gelobt. Im Figaro war zu lesen, das Gesetz könne zur Angleichung der Gehälter beitragen. Auch die New York Times würdigte das Gesetz.